# Кононенко, Вероника Павловна
Вероника Павловна Кононенко — советский и российский журналист, редактор журнала «Человек и закон».
Среди журналистских расследований — дело, связанное с пионером-героем Павликом Морозовым. В данном расследовании журналист опровергает утверждения писателя Юрия Дружникова, изложенные им в книге «Доносчик 001, или Вознесение Павлика Морозова».

## Работы
- В. П. Кононенко «Павлик Морозов: правда и вымысел» (1989)
- В. П. Кононенко РАССТРЕЛЯННАЯ НЕЖНОСТЬ.